# El camino del corazón
El camino del corazón es una novela de Fernando Sánchez Dragó, publicado en 1990 por la editorial Planeta. La novela comienza con la siguiente cita del Popol Vuh:

Cuando tengas que elegir entre dos caminos, pregúntate cuál de ellos tiene corazón. Quien elige el camino del corazón, no se equivoca nunca.

## Argumento
Año 1969. Un hombre de 32 años decide emprender un largo viaje a Oriente para buscar allí la sabiduría, la embriaguez, la espiritualidad y la felicidad que Occidente le niega. Deja a sus espaldas, esperándole en la penumbra de una ciudad de provincias, a la mujer con la que ha compartido todos los sueños y las desilusiones de la década de los 60. El viajero recorre Turquía, Irán, Pakistán, la India, Nepal, Indonesia, Vietnam en plena guerra y Afganistán. Poco a poco -de lance en lance, de aventura en aventura, de encuentro en encontronazo- su personalidad se transforma. Le ayudan a ello, entre otros, curiosos personajes como el canciller de Estambul, el caminador manchego, el comerciante sufí, el tigre de Bengala, el motorista de Delhi, la kumari de Katmandú, el dúo latino, el pandit de Bombay, el barón siciliano, el periodista argentino, el espontáneo de Saigón y el faquir de Konark. Al mismo tiempo, como falsilla, envoltorio y columna vertebral de este viaje al fondo de lo desconocido para encontrar lo nuevo, Cristina (o Penélope) teje y desteje su incesante trama de amor y desamor con Dionisio (o Ulises). Pero es, como de costumbre, el Destino quien decide la última palabra en esta odisea. 
La obra fue finalista del Premio Planeta 1990.
Fue incluida en la lista de las 100 mejores novelas en español del siglo XX del periódico español El Mundo.